# Emi Wada
Pour les articles homonymes, voir Wada.
Emi Wada (和田 惠美, Wada Emi), née Emiko Noguchi le 18 mars 1937 dans la préfecture de Kyoto et morte le 13 novembre 2021, est une créatrice de costumes japonaise.

## Biographie

### Enfance et formation
Elle est née en 1937 à Kyoto.

### Vie de famille
Elle a été mariée avec le metteur en scène Ben Wada (en), de 1957 jusqu'au décès de celui-ci en 2011.

### Décès
Elle meurt en 2021.

## Filmographie partielle
- 1985 : Ran d'Akira Kurosawa
- 1990 : Rêves d'Akira Kurosawa et Ishirō Honda
- 1991 : Prospero's Books de Peter Greenaway
- 1999 : 8 femmes ½ de Peter Greenaway
- 1999 : Tabou de Nagisa Ōshima
- 2002 : Hero de Zhang Yimou
- 2004 : Le Secret des poignards volants de Zhang Yimou
- 2007 : Mongol de Sergueï Bodrov
- 2010 : Le Règne des assassins (chinois : Jianyu Jianghu) de Chao-Bin Su et John Woo
- 2020 : Love After Love de Ann Hui

## Distinctions
- 1983 : Emmy Awards, pour Œdipus Rex
- 1986 : Oscar de la meilleure création de costumes, pour Ran d'Akira Kurosawa[3]
- 1998 : Hong Kong Film Awards pour les costumes du film Les Sœurs Soong
- 2003 : Hong Kong Film Awards pour les costumes du film Hero